# فرزانة شرفابي
فرزانة شرفابي (بالفارسية: فرزانه شرفبافی)‏ (1973 في طهران - ) مهندسة فضاء جوي، وسيدة أعمال من إيران.